# Staffelkapitän
Staffelkapitän es un puesto (mando, cargo o empleo) de la Luftwaffe (no es un rango militar). Un Staffelkapitän es el jefe o líder de un Staffel (escuadrón). Normalmente, en la Luftwaffe un Staffelkapitän tenía el rango de Leutnant, Oberleutnant o Hauptmann.
Las unidades de cazas de la Luftwaffe estaban organizadas de la siguiente manera:
- Geschwader (Ala de cazas) comandada por un Geschwaderkommodore (jefe de ala), integrada por varios
  - Gruppen (Grupo) bajo el mando de un Gruppenkommandeur (jefe de grupo), integrado por varios
    - Staffel (Escuadrón) bajo el mando de un Staffelkapitän (jefe de escuadrón).[1]